# Zwój współczulny
Zwój współczulny (łac. ganglion sympathicum) – skupisko komórek nerwowych leżące poza ośrodkowym układem nerwowym należące do układu współczulnego położone w pniach współczulnych. Zwoje współczulne wchodzą również w skład splotów autonomicznych oraz towarzyszą naczyniom krwionośnym.

## Histologia
Komórki nerwowe zwojów są komórkami wielobiegunowymi z licznymi dendrytami i jednym aksonem. Mają pęcherzykowate jądra oraz obfite ciałka Nissla. Rozmieszczone są równomiernie w podtrzymującej tkance łącznej luźnej. Otoczone są komórkami glejowymi (komórki satelitarne). Pomiędzy komórkami zwojowymi leżą skupiska wypustek komórek nerwowych, głównie dendrytów oraz synaps dendryty-włókna przedzwojowe, które otoczone są swoistymi komórkami Schwanna (końcowe komórki glejowe). Poza komórkami zwojowymi w zwoju znajdują się mniejsze komórki nerwowe pająkowate z licznymi wypustkami tworzącymi synapsy z innymi komórkami pająkowatymi i zwojowymi. Tylko sploty położone w pniach współczulnych otoczone są torebką łącznotkankową.

## Anatomia
Zwoje pnia współczulnego (łac. ganglia trunci sympathici) położone są w liczbie 21–25 w dwóch pniach współczulnych ciągnących wzdłuż kręgosłupa od podstawy czaszki do końca kości krzyżowej. 
Zwoje przedkręgowe (łac. ganglia prevertebralia) nazywane również zwojami splotów układu autonomicznego (łac. ganglia plexuum autonomicorum), widoczne jedynie w obrazie mikroskopowym, znajdują się w splotach autonomicznych utworzonych przez gałęzie nerwowe odchodzące od pni współczulnych. Znajduje się w nich również niewielka liczba komórek z układu przywspółczulnego.

## Embriologia
Tkanka nerwowa powstaje z ektodermalnego nabłonka płyty nerwowej, z której brzegów (grzebieni nerwowych) w trakcie procesu przekształcania się cewy nerwowej (po przekształceniu się w rynienkę nerwową) wędrują grupy komórek, które skupiają się dwa szeregi pierwotnych zwojów nerwowych po obu stronach cewy nerwowej. Część z tych komórek wędruje dalej na brzuszną powierzchnię powstającego kręgosłupa, tworząc zwoje współczulne.